# Distrito de Ysyk-Kol
El distrito de Ysyk-Kol (en kirguís: Ысыккөл району) es uno de los rayones (distrito) de la provincia de Ysyk-Kol en Kirguistán. Tiene como capital la ciudad de Cholpon-Ata.
- Datos: Q755144